# Traktat Karty Energetycznej

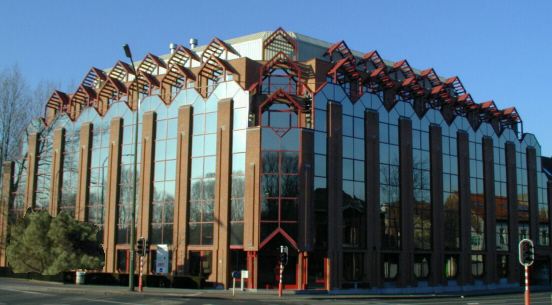
Sekretariat Karty Energetycznej znajdujący się w Woluwe-Saint-Lambert w Brukseli

Traktat Karty Energetycznej – jest podsumowaniem dyskusji wokół Europejskiej Karty Energetycznej oraz rozwinięciem jej deklaracji politycznej. Podpisany został w Lizbonie 17 grudnia 1994 roku.
Traktat jest pierwszym gospodarczym porozumieniem, którego sygnatariuszami zostały kraje byłego Związku Radzieckiego, kraje Europy Środkowo-Wschodniej oraz członkowie Organizacji Współpracy Gospodarczej i Rozwoju (z wyjątkiem USA, Kanady, Meksyku oraz Nowej Zelandii). Na mocy traktatu powstał Sekretariat i Konferencja Karty Energetycznej.